# Liste der Monuments historiques in Sainghin-en-Mélantois
Die Liste der Monuments historiques in Sainghin-en-Mélantois führt die Monuments historiques in der französischen Gemeinde Sainghin-en-Mélantois auf.

## Liste der Bauwerke
| Bezeichnung             | Beschreibung | Standort                           | Kennzeichnung | Schutzstatus | Datum | Bild |
| ----------------------- | ------------ | ---------------------------------- | ------------- | ------------ | ----- | ---- |
| Tumulus Mont des Tombes |              | Couture des Tombes (Lage)          | PA00107795    | Classé       | 1970  |      |
| Ferme du Tilleul        | Bauernhof    | 179 rue du Maréchal Leclerc (Lage) | PA59000200    | Inscrit      | 2018  |      |

## Liste der Objekte
- Monuments historiques (Objekte) in Sainghin-en-Mélantois in der Base Palissy des französischen Kultusministeriums